# Blnd Hassan
Blnd Azad Klouri Hassan (arabisch بلند آزاد كلوري حسن}; * 12. August 2003 in Arnhem) ist ein irakisch-niederländischer Fußballspieler.

## Karriere

### Verein
Nachdem er bis 2015 in der Jugend von ESA Arnhem gespielt hatte, wechselte Hassan zu De Graafschap. Nachdem er dort die weiteren Jugendmannschaften durchlaufen hatte, gehört er seit der Saison 2023/24 fest zum Kader der ersten Mannschaft. Sein Debüt in der zweiten niederländischen Liga hatte er am ersten Spieltag bei einem 0:0 gegen ADO Den Haag, bei dem er in der Startelf stand und zur 66. Minute für Sam Bisselink ausgewechselt wurde.

### Nationalmannschaft
Nachdem Hassan mit der irakischen U18 an der Westasienmeisterschaft 2021 teilgenommen hatte, folgten weitere Einsätze mit der U20. Seit Juni 2023 ist er auch für die U23 aktiv. Mit dieser gewann er die Westasienmeisterschaft 2023 und auch an der Asienmeisterschaft 2024 teil. Durch den Sieg über Indonesien im Spiel um den dritten Platz gelang dem Irak die Qualifikation für das Fußball-Turnier der Olympischen Spiele 2024. 